# Haps

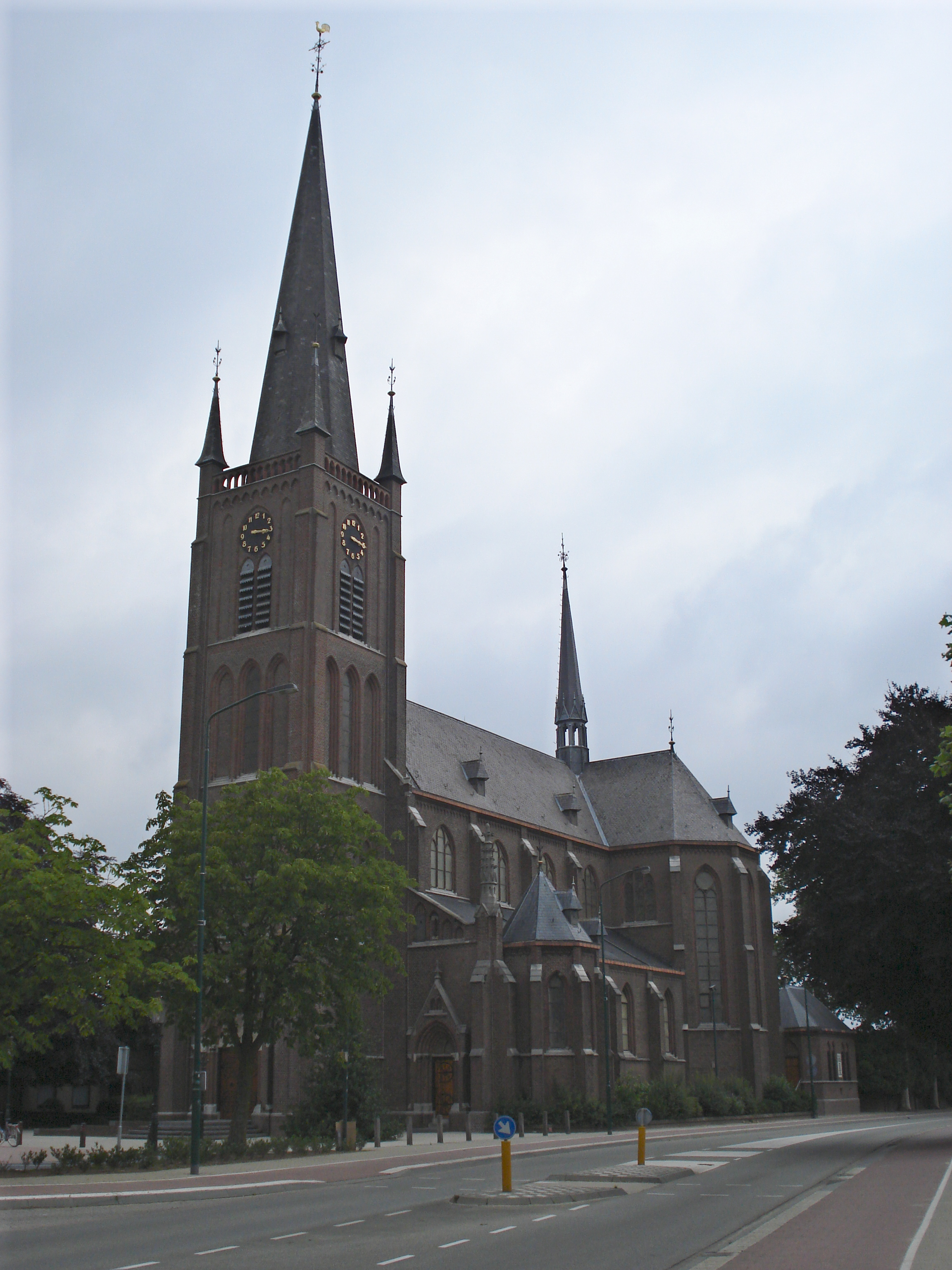
Haps, église St.Nicolas

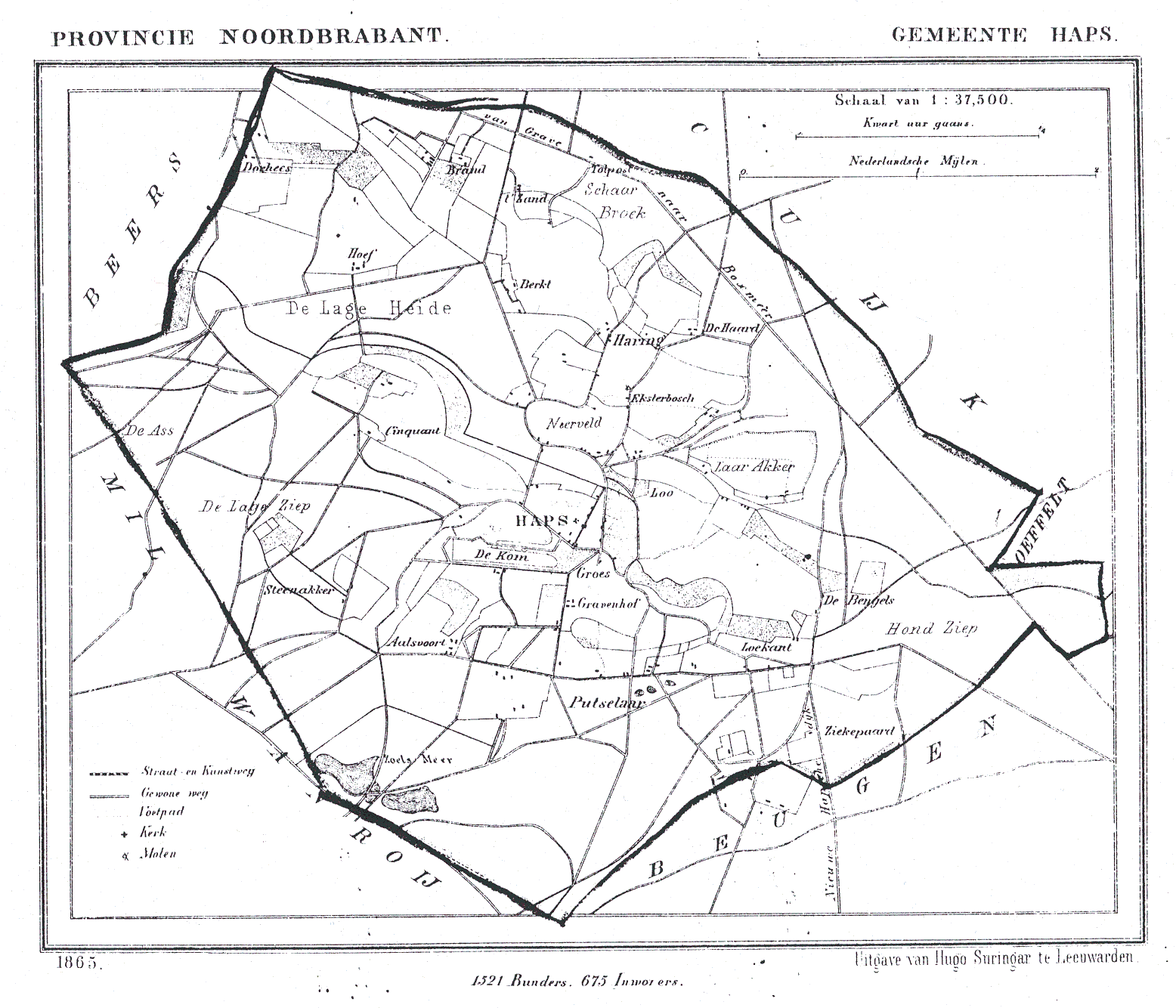
L'ancienne commune de Haps en 1865

Haps est un village néerlandais de la commune de Cuijk dans le nord-est de la province du Brabant-Septentrional non loin de la Meuse. Le 1er janvier 2005, Haps compte 2 916 habitants.

## Nom et origines
Le nom Haps vient de la langue celte ; sa racine appa est relatif à de l'eau. Le site de Haps est un ancien vallon de la Meuse endorsé d'anciens bancs de sable, sur lesquels les premiers habitants se sont installés vers 1700 av. J.-C., au début de l'âge du bronze, selon la datation des trouvailles archéologiques les plus anciennes. De l'Âge du fer, 600 ans av. J.-C., on a pu localiser douze fermes ainsi qu'un grand cimetière. Les Romains ont laissé des traces. Mais la localité reste longtemps de peu d'importance.

## Histoire
Haps ne prend que quelque envergure quand vers 1200 la féodalité (plusieurs seigneurs et monastères) y construit des fermes à bail. Vers 1275, on fait mention d'un Seigneur de Haps. Dans quelques générations, les seigneurs de Haps gagnent de l'importance dans le Pays de Cuijk. En 1417 Haps passe aux Ducs de Gueldre et en 1523 la Seigneurie forme une union personnelle avec la Seigneurie de Boxmeer dans la personne de Oswald van den Bergh. 
Les Seigneurs de Haps avaient la juridiction seulement sur les propriétés seigneuriales; le village avait ses propres régents et était soumis à la haute justice du Pays de Cuijk. Le seigneur de Haps avait son château, qui a disparu pendant l'occupation française de la fin du XVIIIe siècle. Ensuite, en 1811, sous Napoléon, Haps devient une commune indépendante de la République batave et reste commune à la fondation du royaume uni des Pays-Bas. 
En 1994, en même temps que quelques autres localités, Haps est attaché  à la commune de Cuijk en Sint Agatha, qui à cette occasion prend le nom de commune de Cuijk. 

## La paroisse

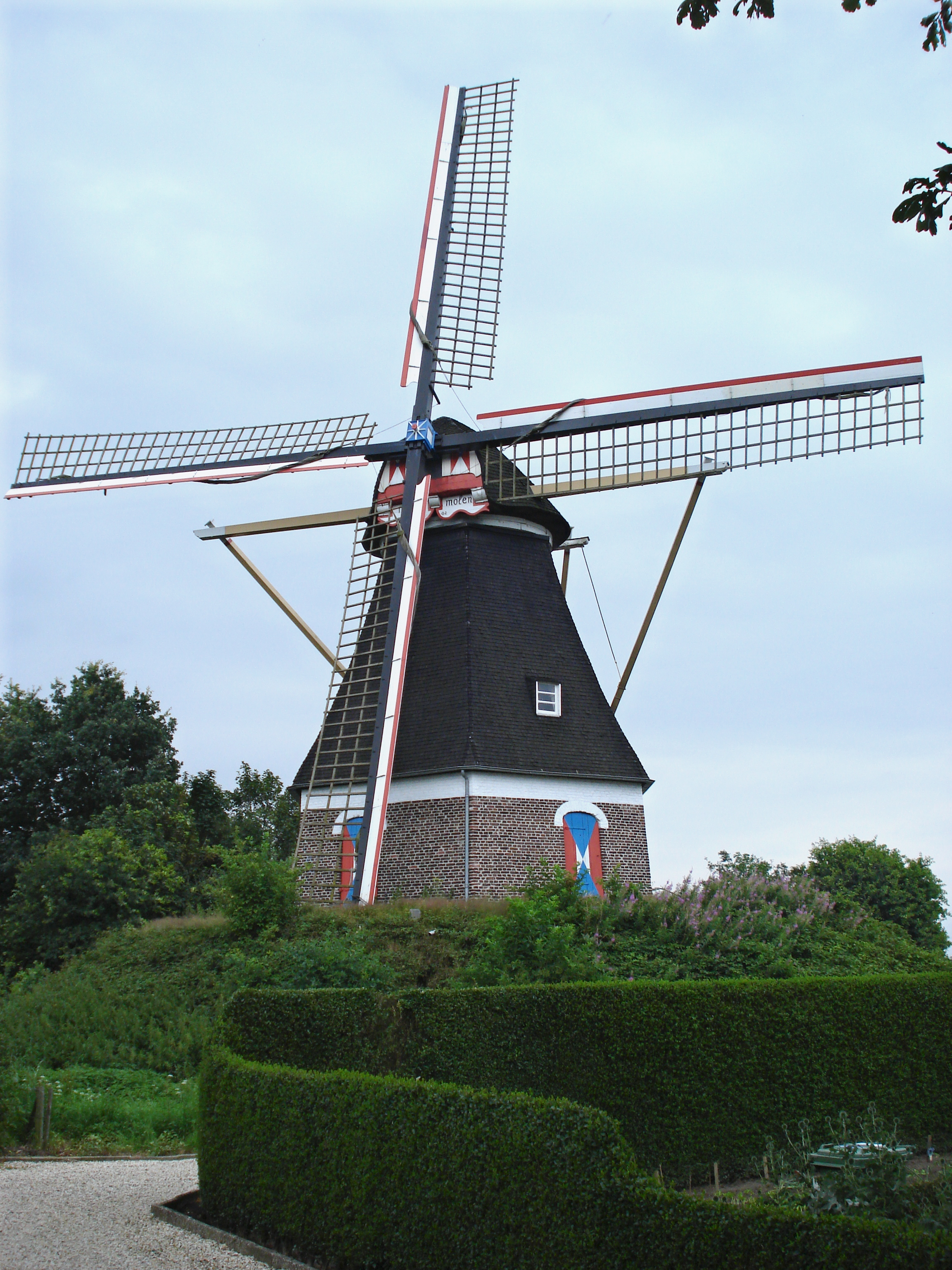
Haps, Mariamolen, 1802

Il y avait probablement depuis 1294 un prêtre au service du Seigneur de Haps. Au début du XVe siècle Haps avait un recteur, et donc probablement une chapelle. Vers 1560 Haps devient paroisse indépendante avec une église Saint Nicolas. En 1648, au début de la Guerre de Quatre-Vingts Ans l'église a été saisi par les États généraux. Puisqu'il n'y avait pas de protestants à Haps, l'église devenait hangar. En 1651 les catholiques s'aménageaient une église d'asile sur le territoire d'Oeffelt, possession du Duc de Clèves, qui garantissait la liberté du culte. 
Vers 1790, l'église revenait aux catholiques, mais son état était tel qu'on fallait construire une nouvelle église en 1808, tout en gardant la tour. Quand fin XIXe siècle l'église s'avérait trop petite et trop délabrée, on a détruit le tout pour construire l'église actuelle, consacrée en 1899 sous le patronage de Saint Nicolas. Une sculpture de la légende du saint se trouve au tympan. 

## Divers
Le Seigneur de Haps a fondé vers 1604 un guilde des Archers, avec fonction de garde du village et de l'église. Ce guilde Saint Nicolas a toujours joué un rôle important dans le village et après une période de déchéance vers 1921, le guilde a repris vie et importance.  
Haps possède un beau moulin hexagonal sur tertre (bergmolen), le Mariamolen qui date de 1802. 
Haps a eu une gare sur la ligne de chemin de fer désaffecté à travers le Peel. On a gardé un petit bout de rails en souvenir.

## Galerie d'images

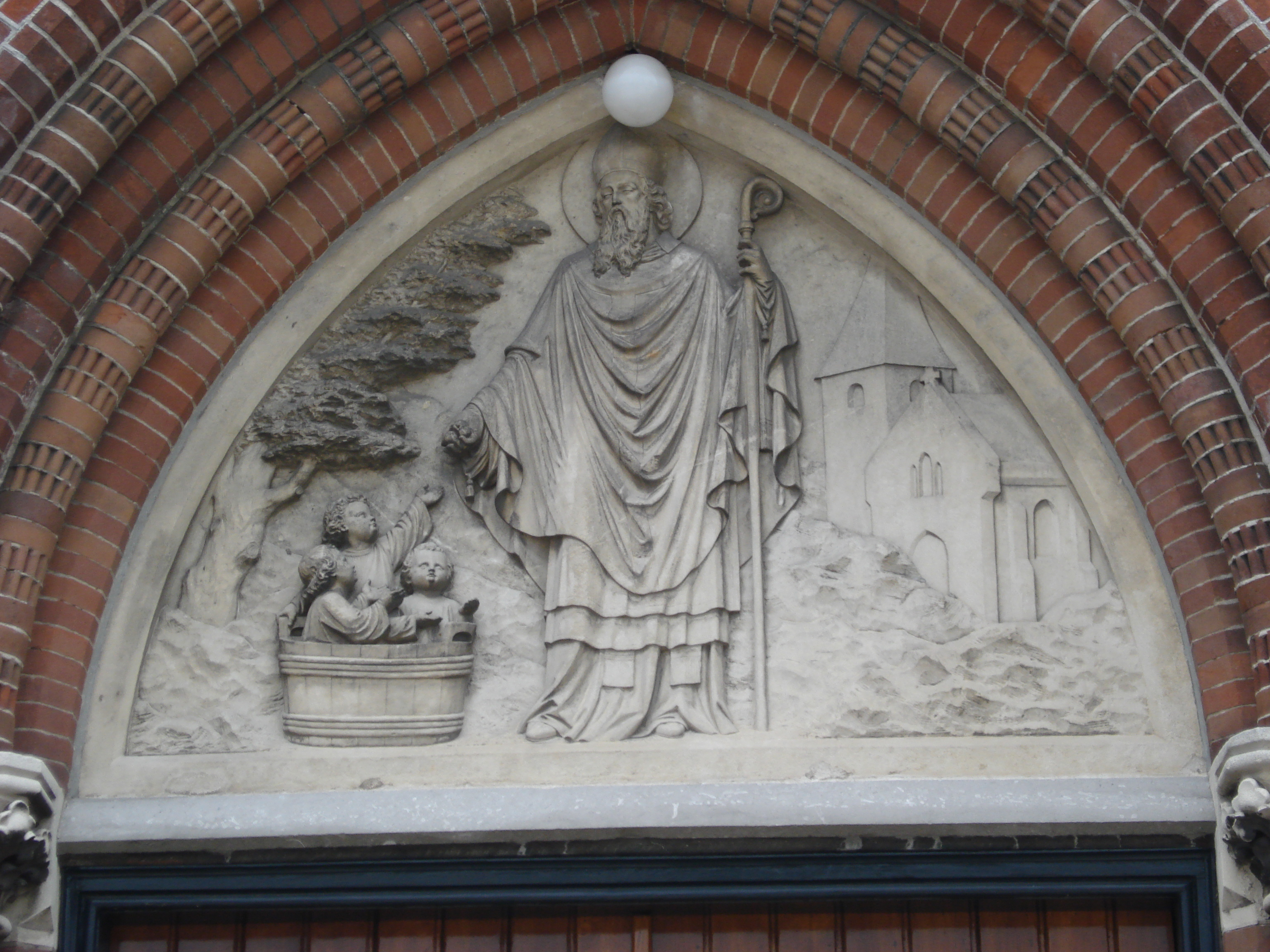
Haps, la légende de Saint Nicolas
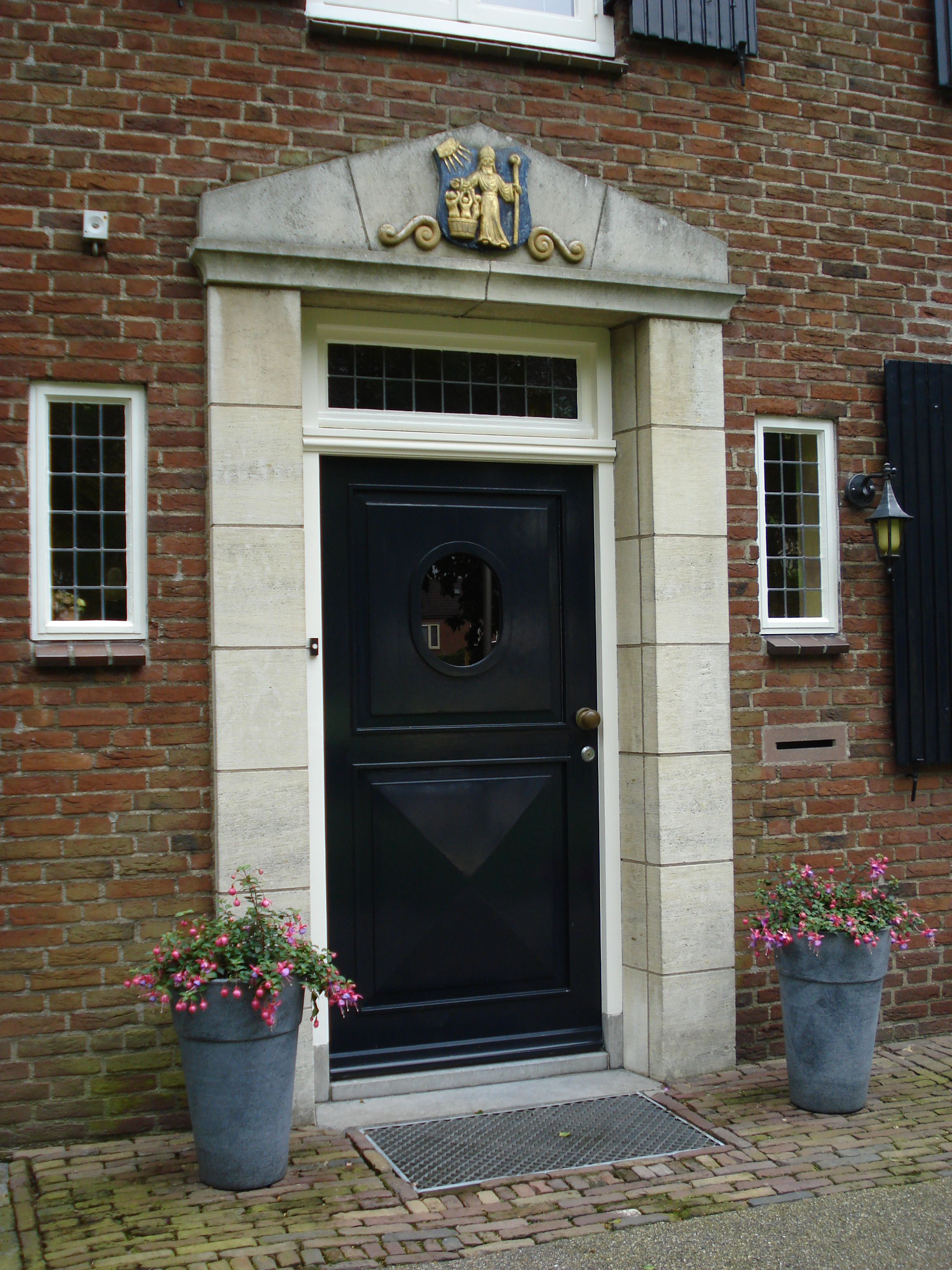
Haps, blason au-dessus de la porte de l'ancienne maison du maire
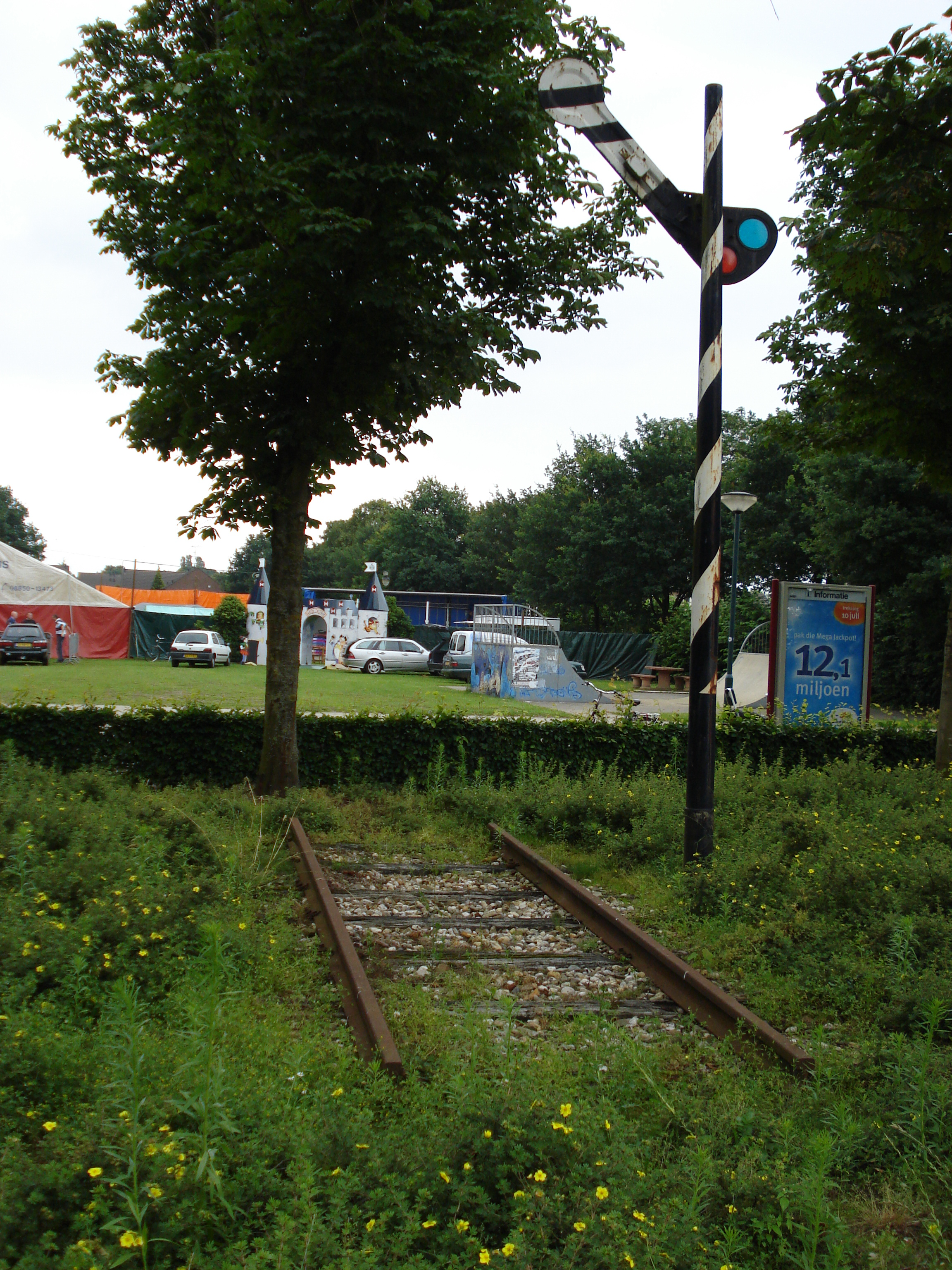
Haps, souvenir du chemin de fer
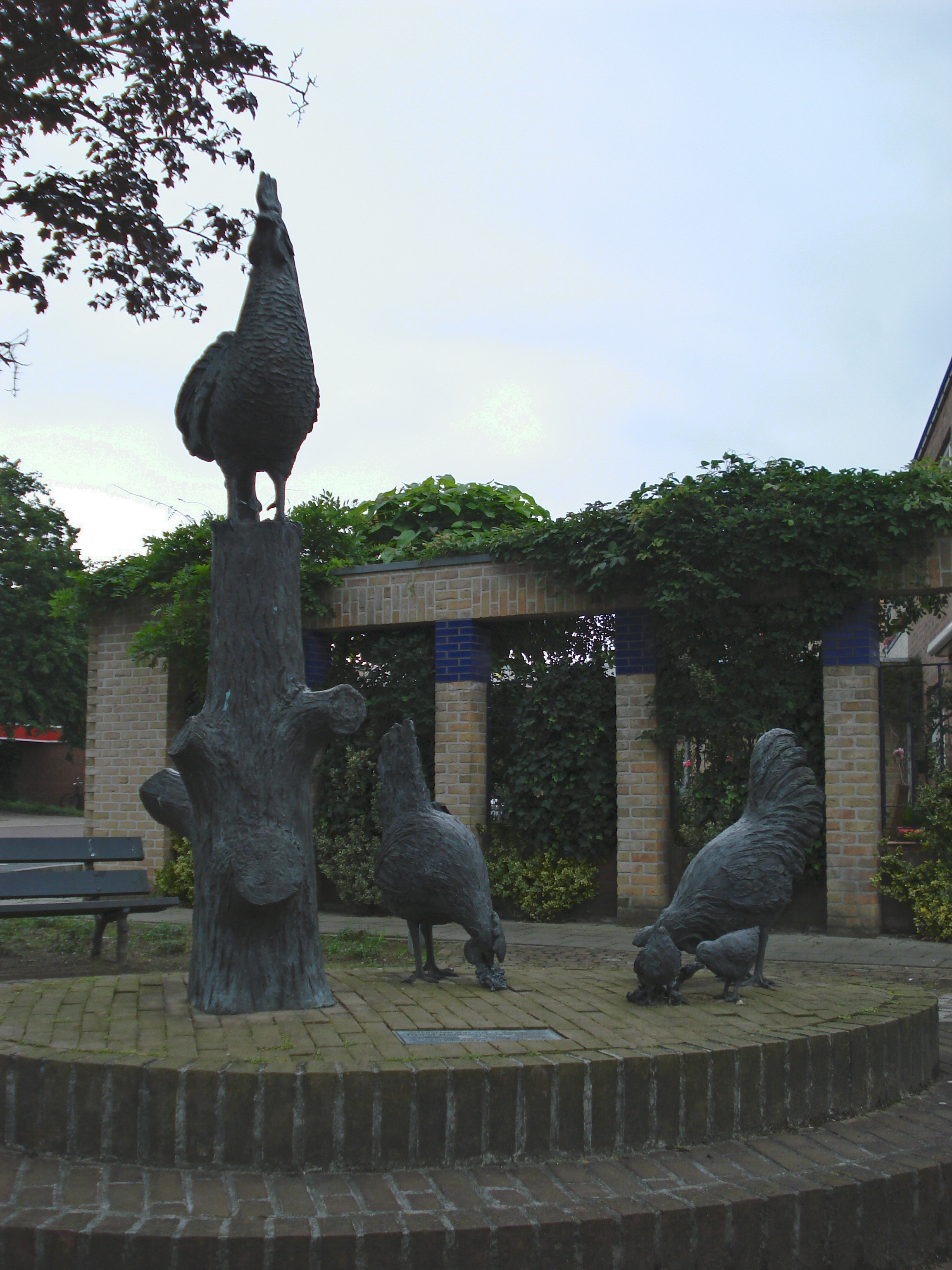
Haps, chacun est parfois poussin, parfois poule, parfois coq